# Трубецькой Іван Юрійович
Трубецькой Іван Юрійович (18 (28) липня 1667, Москва, Московське царство — 16 (27) січня 1750, Санкт-Петербург, Російська імперія) — російський військовий і державний діяч, генерал-фельдмаршал (1728), київський генерал-губернатор (1722—1723). Останній московський боярин.

## Біографія
Походив із старовинного дворянського роду, син боярина Юрія Петровича Трубецького і княжни Ірини Василівни Голіциної. Із 1684 року — стольник при цареві Петрі I. Служив у потішних військах, потім у Преображенському полку. У 1694 році отримав військове звання підполковника, тоді ж отримав і боярський титул ставши фактично останнім боярином Московської держави. З 1698 року — генерал-майор, новгородський намісник.
З початком Великої Північної війни — командир дивізії. У битві під Нарвою потрапив у шведський полон, у якому провів вісімнадцять років. У 1718 році був обміняний на полоненого шведського фельдмаршала Реншильда.
Із 1719 року — генерал-лейтенант, командувач московської кінноти в Україні. Із 1722 року — генерал-поручник. У 1722—1723 роках — київський генерал-губернатор. В грудні 1723 року вийшов у відставку, але вже в 1727 році повернувся на службу.
28 лютого 1728 року отримав від Петра II звання генерал-фельдмаршала. Активно підтримував імператрицю Анну Іванівну, за що був нагороджений орденами Олександра Невського і Андрія Первозванного, а в 1739 році деякий час був московським генерал-губернатором.
За часів Єлизавети Петрівни — сенатор. Але через погане здоров'я участі в політичному житті не приймав. Похований у Олександро-Невській лаврі в Санкт-Петербурзі.
Був двічі одружений. Діти: дочки Катерина і Анастасія, син Іван Іванович Бецькой.

## Нагороди
- Орден Андрія Первозванного (26 квітня 1730)
- Орден Олександра Невського (26 квітня 1730)